# مشكلة (أملش الشمالي)
مشکلة (بالفارسية: مشکله) هي قرية تقع في إيران في قسم أملش الشمالی الريفي. يقدر عدد سكانها بـ 483 نسمة بحسب إحصاء 2016.